# アイ・ヒッツ
株式会社アイ・ヒッツ（i-HITS）は、かつて通信衛星を用いたケーブルテレビ局向けのデジタル配信サービスを実施していた事業者である。
2008年4月1日に日本デジタル配信（JDS）と合併して法人は消滅し、配信サービスは2017年3月までJDSによって実施された。

## 概要
スカパーJSATが保有する通信衛星SUPERBIRD（C2及びDの2機）を利用し日本各地のケーブルテレビ局や他のデジタル配信事業者へ専門チャンネルの映像、音声、データ配信の専用ネットワークサービスの提供を行っていた。
"HITS"とは衛星を用いたヘッドエンド共用、デジタル配信事業を意味する"Headend In The Sky"の略である。
設立時の株主は宇宙通信株式会社、日本デジタル配信株式会社（JDS）、三菱商事株式会社であったが2002年9月にダイヤモンドリース株式会社（現・三菱HCキャピタル株式会社）が参加、同月にi-HITS用デジタルリマックス装置、デジタルセットトップボックス等をケーブルテレビ事業者にリースする子会社の株式会社アイ・ヒッツ・リースを設立した。
2008年1月、JDSが宇宙通信保有分株式を取得し全役員をJDSの役員及び社員で占める体制に移行。同年4月1日に合併を行い、JDSが存続会社となった。
なお当初の筆頭株主でi-HITSに使用する衛星を保有していた宇宙通信も同年に三菱グループから離れ、スカパーJSAT株式会社（現・株式会社スカパーJSATホールディングス）の連結子会社を経てスカイパーフェクト・コミュニケーションズ（現・スカパーJSAT株式会社）に合併し消滅している。

## 導入局

### 北海道
- ニューメディア函館センター
- 旭川ケーブルテレビ
- 帯広シティーケーブル

### 東北
- ケーブルテレビ山形
- 青森ケーブルテレビ
- ニューメディア
- 八戸テレビ放送
- 北上ケーブルテレビ
- 西会津町（西会津町ケーブルテレビ）

### 信越
- 佐久ケーブルテレビ
- ニューメディア 新潟センター
- 佐渡テレビジョン
- とうみケーブルテレビ

### 関東
- 光ケーブルネット

### 近畿
- 洛西ケーブルビジョン

### 中国
- メディアリンク
- 三次ケーブルビジョン

### 四国
- テレビ阿波
- 上板町有線テレビ
- ケーブルネットワーク西瀬戸

### 九州・沖縄
- 皇徳寺ケーブルテレビ
- 琉球マルチメディアケーブルネットワーク
- 大分県デジタルネットワークセンター
  - 大分ケーブルテレコム
  - CTBメディア
  - 大分ケーブルネットワーク
  - KCVコミュニケーションズ
  - ケーブルテレビ佐伯
  - 佐伯市
  - 臼杵市ケーブルネットワーク
  - 豊後大野市
  - 日田市情報センター
  - 杵築市ケーブルネットワーク
- 豊後高田市（豊後高田市ケーブルネットワーク施設）
- 宮古テレビ
- 五木村
- 小国町
- 山江村ケーブルテレビセンター
- 椎葉村

### 日本デジタル配信
上記局以外の導入局は日本デジタル配信（JDS）の全国光ネットワーク又は首都圏光ネットワークを使用している。

## 放送チャンネル
290～293のチャンネル|放送局は成人向けのチャンネルとなっているため、各CATV事業者において契約に関する制限が設けられている。番組配信にi-HITSが関係していても全国光ネットワークの一部の例にあるように、チャンネル番号体系が必ずしも以下と同一になっているとは限らない。
HDチャンネルについては日本デジタル配信#デジタル放送配信サービスを参照。
チャンネル名称は終了時点。
| チャンネル | 放送局                                             |
| ---------- | -------------------------------------------------- |
| 210        | J SPORTS 3                                         |
| 211        | スカイA                                            |
| 212        | GAORA SPORTS                                       |
| 213        | J SPORTS 1                                         |
| 214        | J SPORTS 2                                         |
| 215        | J SPORTS 4                                         |
| 217        | ゴルフネットワーク                                 |
| 218        | 日テレジータス                                     |
| 219        | FIGHTING TV サムライ                               |
| 220        | ムービープラス                                     |
| 221        | 日本映画専門チャンネル                             |
| 222        | 映画・チャンネルNECO                               |
| 223        | V☆パラダイス                                       |
| 224        | シネフィルWOWOW                                    |
| 225        | 東映チャンネル                                     |
| 226        | 衛星劇場                                           |
| 230        | ファミリー劇場                                     |
| 231        | スーパー!ドラマTV                                  |
| 232        | AXN 海外ドラマ                                     |
| 233        | FOX                                                |
| 234        | 時代劇専門チャンネル                               |
| 235        | 女性チャンネル♪LaLa TV                             |
| 236        | アニマルプラネット                                 |
| 237        | AXNミステリー                                      |
| 238        | TBSチャンネル1 最新ドラマ・音楽・映画              |
| 239        | ディズニー・チャンネル                             |
| 240        | 海外アニメ! カートゥーン ネットワーク              |
| 241        | アニマックス                                       |
| 242        | キッズステーション テレビアニメ・劇場版・OVA       |
| 243        | ディズニーXD                                       |
| 244        | アニメシアターX（AT-X）                            |
| 245        | テレ朝チャンネル1 ドラマ・バラエティ・アニメ       |
| 246        | ホームドラマチャンネル 韓流・時代劇・国内ドラマ    |
| 248        | チャンネル銀河 歴史ドラマ・サスペンス・日本のうた  |
| 250        | CNNj                                               |
| 251        | 日経CNBC                                           |
| 252        | 日テレNEWS24                                       |
| 254        | TBS NEWS                                           |
| 255        | ヒストリーチャンネル 日本・世界の歴史&エンタメ     |
| 256        | ディスカバリーチャンネル                           |
| 257        | BBCワールドニュース                                |
| 258        | テレ朝チャンネル2 ニュース・情報・スポーツ         |
| 259        | ナショナル ジオグラフィック 未知の自然・宇宙・歴史 |
| 260        | ミュージック・エア                                 |
| 261        | MUSIC ON! TV（エムオン!）                          |
| 262        | 音楽・ライブ! スペースシャワーTV                   |
| 263        | MTV                                                |
| 264        | 歌謡ポップスチャンネル                             |
| 265        | 100%ヒッツ!スペースシャワーTVプラス                |
| 266        | クラシカ・ジャパン                                 |
| 269        | TBSチャンネル2 名作ドラマ・スポーツ・アニメ        |
| 270        | 囲碁・将棋チャンネル                               |
| 271        | ショップチャンネル                                 |
| 272        | QVC（キューヴィーシー）                            |
| 276        | 釣りビジョン                                       |
| 277        | 旅チャンネル                                       |
| 279        | エンタメ〜テレ☆シネドラバラエティ                  |
| 280        | MONDO TV                                           |
| 281        | フジテレビTWO ドラマ・アニメ                       |
| 282        | フジテレビONE スポーツ・バラエティ                 |
| 283        | ザ・シネマ                                         |
| 284        | 日テレプラス ドラマ・アニメ・音楽ライブ            |
| 285        | グリーンチャンネル                                 |
| 286        | グリーンチャンネル2                                |
| 287        | レジャーチャンネル                                 |
| 290        | プレイボーイチャンネル                             |
| 291        | レッドチェリー                                     |
| 292        | レインボーチャンネル                               |
| 293        | ミッドナイト・ブルー                               |
| 313 - 314  | レジャーチャンネル                                 |
| 317 - 318  | SPEEDチャンネル                                    |